# Wschodnia
Wschodnia – rzeka, prawobrzeżny dopływ Czarnej o długości 48,1 km i powierzchni dorzecza 630,3 km².
Rzeka płynie osią Niecki Połanieckiej na terenie województwa świętokrzyskiego. Jej źródła leżą na Pogórzu Szydłowskim. Jedno z nich znajduje się w Zreczach koło Chmielnika, drugie pod Drugnią. Płynie doliną, której szerokość waha się od 0,6 do 1,5 km. Przepływa przez teren siedmiu gmin województwa świętokrzyskiego: Chmielnik, Gnojno, Szydłów, Tuczępy, Oleśnica, Łubnice, Połaniec. W pobliżu wsi Sydzyna zlokalizowana jest śluza, co sprawia, że rzeka spowalnia swój nurt i koryto osiąga szerokość 7–10 metrów. Aż do wsi Wilkowa płynie zakolami. W dalszym biegu Wschodnia zasila stawy o łącznej powierzchni ok. 100 ha. Tuż przed Połańcem wpada do Czarnej Kanałem Ulgi i Kanałem Młyńskim. Przy ujściu zlokalizowany jest zbiornik retencyjny o powierzchni 2,6 ha. Dopływami Wschodniej są Radna, Sanica, Potok od Nizin i Potok Koniemłocki.

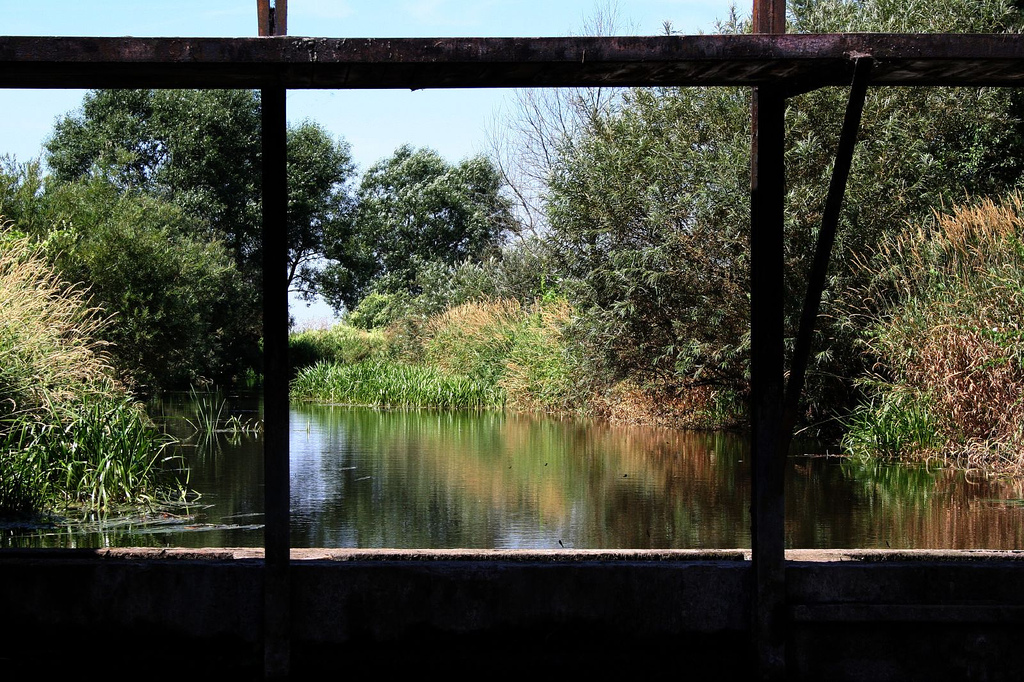
Śluza na Wschodniej w okolicach miejscowości Tuczępy

Dolinę Wschodniej porastają głównie łąki i pastwiska oraz niewielkie skupiska leśne, najczęściej lasy łęgowe, czasem dochodzą do niej lasy sosnowe. Rzeka jest znacznie zanieczyszczona. Pod względem stężenia azotanów, fosforu, zawiesiny i zasolenia do 2001 roku wody mieściły się w II klasie czystości, potem w III klasie, od tego czasu są pozaklasowe w klasyfikacji ogólnej, jak również pod względem bakteriologicznym. Stan czystości wód Wschodniej pozwala na ich częściowe wykorzystanie w celach gospodarczych i rekreacyjnych. Wody rzeki Wschodniej zamieszkuje ok. 12 gatunków ryb. Dominuje płoć, okoń, szczupak i kiełb. Średnie wahania poziomu wody w rzece wynoszą od 1 do 1,5 m. Szerokość koryta wynosi 1–18 m, a głębokość 0,3–2,5 m.